# 蔡孟修
蔡孟修（1990年5月13日—）為台灣的棒球選手之一，曾為旅美棒球選手，曾效力中華職棒Lamigo桃猿，守備位置為捕手。原名蔡孟宸。

## 經歷
- 台南市立人國小少棒隊
- 台南市建興國中青少棒隊
- 台南市台南海事青棒隊（2008年畢）
- 中華職棒統一二軍借將（2008年）
- 美國職棒亞特蘭大勇士隊（2008年6月20日－2011年）
  - 2008年-袋鼠（Kangaroos）
  - 2008年多明尼加學院（Dominican Academy）
  - 2009年-（Koalas隊）
  - 2010年-新人聯盟-灣岸勇士（Gulf Coast Braves）
  - 2011年-新人聯盟-灣岸勇士（Gulf Coast Braves）
  - 2011年-高階新人聯盟-丹維爾勇士（Danville Braves）
- 台灣電力棒球隊（2012年）
- 中華職棒Lamigo桃猿隊（2013年1月5日－12月11日）
- 台南市成棒隊（2014年－）

## 職棒生涯成績
| 年度   | 球隊       | 出賽 | 打數 | 安打 | 全壘打 | 打點 | 盜壘 | 四死 | 三振 | 壘打數 | 雙殺打 | 打擊率 |
| ------ | ---------- | ---- | ---- | ---- | ------ | ---- | ---- | ---- | ---- | ------ | ------ | ------ |
| 2013年 | Lamigo桃猿 | 0    | 0    | 0    | 0      | 0    | 0    | 0    | 0    | 0      | 0      | 0      |
| 合計   | 1年        | 0    | 0    | 0    | 0      | 0    | 0    | 0    | 0    | 0      | 0      | 0      |

## 外部連結
- 蔡孟修在台灣棒球維基館上的頁面（繁體中文）